# France au Concours Eurovision de la chanson 2009
La France a participé au Concours Eurovision de la chanson 2009 à Moscou, en Russie. Il s'agissait de la 52e participation de la France au Concours, où elle a envoyé sa 53e chanson. 
C'est la chanteuse Patricia Kaas qui représente le pays par l'intermédiaire de France Télévisions, membre de l'Union européenne de radio-télévision.

## Genèse
Patricia Kaas a été choisie pour défendre les couleurs de la France le 16 mai 2009 à Moscou au Concours Eurovision de la chanson 2009 avec la chanson Et s'il fallait le faire. C'est le premier single extrait de son album Kabaret. Elle a été composée par Fred Blondin et écrite par Anse Lazio. Un choix consensuel, puisqu'il s'agit de la chanson plébiscitée et choisie par les internautes à la suite d'un concours en ligne pour être le premier extrait de son nouvel album. Il est souligné que Patricia Kaas est populaire en Russie et en Europe de l'Est.
À la suite de la polémique à propos de l'utilisation de la langue anglaise l'année précédente, Patrick de Carolis, président du groupe France Télévisions, et Patrice Duhamel, directeur général, avaient décidé que le candidat à l'Eurovision de 2009 sera non plus choisi par France 3 en interne, mais par « la filière musicale », à savoir la SACEM et les différents syndicats représentant les maisons de disques.
L'année précédente, la France, représentée par Sébastien Tellier, avait réalisé son meilleur score depuis 2002, avec 47 points venant de treize pays, et une dix-neuvième place (meilleure place depuis 2004).

## À l'Eurovision
La France vote lors de la demi-finale le 14 mai 2009 et participe à la finale le 16 mai 2009. La France n'est pas soumise à la demi-finale puisqu'elle fait partie des quatre principaux donateurs de l'Union européenne de radio-télévision.
Lors de la soirée de la finale, la France était passée 3e, après Israël et avant la Suède.
La France représentée par Patricia Kaas a terminé à la 8e place sur 25 pour un total de 107 points. C'est le meilleur score réalisé par la France depuis 2002.

### Points attribués à la France

#### Finale
| 12 points           | 10 points  | 8 points                                                     | 7 points                          | 6 points                                                               |
| ------------------- | ---------- | ------------------------------------------------------------ | --------------------------------- | ---------------------------------------------------------------------- |
|                     | - Russie   |                                                              | - Biélorussie - Slovénie - Suisse | - Arménie - Bosnie-Herzégovine - Grèce - Islande - Lituanie - Pays-Bas |
| 5 points            | 4 points   | 3 points                                                     | 2 points                          | 1 point                                                                |
| - Israël - Lettonie | - Finlande | - Andorre - Allemagne - Irlande - Serbie - Espagne - Ukraine | - Albanie - Danemark              | - Belgique - Monténégro - Norvège - Royaume-Uni                        |

### Points attribués par la France
| 12 points | Serbie      |
| 10 points | Azerbaïdjan |
| 8 points  | Estonie     |
| 7 points  | Moldavie    |
| 6 points  | Grèce       |
| 5 points  | Albanie     |
| 4 points  | Pologne     |
| 3 points  | Norvège     |
| 2 points  | Lituanie    |
| 1 point   | Irlande     |

| 12 points | Turquie     |
| 10 points | Israël      |
| 8 points  | Norvège     |
| 7 points  | Portugal    |
| 6 points  | Arménie     |
| 5 points  | Danemark    |
| 4 points  | Royaume-Uni |
| 3 points  | Allemagne   |
| 2 points  | Suède       |
| 1 point   | Azerbaïdjan |

## Carte postale
L'édition 2009, la carte postale débutait par un plan sur Ksenia Soukhinova, Miss Russie 2007 et Miss Monde 2008. S'ouvrait ensuite un livre animé, des pages duquel sortaient des monuments célèbres de la France comme la Tour Eiffel, le Moulin-Rouge, la Cité des sciences et de l'industrie, les Champs-Élysées, le Musée du Louvre et le Métro parisien à Paris. Les pages s'ouvrait ensuite des immeubles et des danseurs. Ksenia Sukhinova réapparaissait à l'écran, portant les dits monuments sur ses cheveux, ainsi qu’un t-shirt aux couleurs du drapeau national de la France.  À droite, étaient affiché le logo secondaire et le nom du mot inscrit "France". Un mot en russe venait en conclusion, accompagné de sa traduction en anglais comme "Люблю (Ljublju)" "Love" en Anglais et "Amour" en Français, il s'agit du mot de la représentante française de cette édition, Patricia Kaas, ici, le 16 mai 2009.